# 郡山史郎
郡山 史郎（こおりやま しろう、1935年 - ）は、日本の実業家。シンガー日本代表や、ソニーPCL代表取締役社長、同社代表取締役会長、ソニー顧問、CEAFOM代表取締役、小僧com代表取締役社長などを歴任した。

## 人物・経歴
鹿児島県指宿市生まれ。1954年ラ・サール高等学校卒業。1958年一橋大学経済学部卒業、伊藤忠商事入社。1959年ソニー入社。1973年シンガー入社。シンガー日本代表を経て、1981年ソニー映像事業部長 。1984年ソニー情報機器事業本部長。1985年ソニー取締役。1988年ソニー経営戦略本部長。1990年ソニー常務取締役。1991年ソニー一般地域統括本部長、資材本部長、サービス本部長、物流本部長。1995年ソニーPCL代表取締役社長、2000年ソニーPCL代表取締役会長、クリーク･アンド･リバー監査役。2002年ソニー顧問。2004年CEAFOMを設立し、代表取締役に就任。2008年小僧com代表取締役社長。

## 著書
- 『ソニーが挑んだ復讐戦 : 日本再建の軌跡』プラネット出版 2001年
- 『九十歳まで働く! : こうすれば実現できる!』ワック 2017年
- 『定年前後の「やってはいけない」 : 人生100年時代の生き方、働き方』青春出版社 2018年
- 『定年前後「これだけ」やればいい : 人生後半40年に差がつく習慣』青春出版社 2019年
- 『転職の「やってはいけない」 : 自分を活かす会社の見つけ方、入り方』青春出版社 2019年
- 『定年格差 : 70歳でも自分を活かせる人は何をやっているか』青春出版社 2021年